# Mini-onderzoek
Bij een mini-onderzoek of mini-instructie vordert de procureur des Konings bij de onderzoeksrechter een onderzoekshandeling te verrichten waarvoor alleen de onderzoeksrechter bevoegd is, zonder dat een gerechtelijk onderzoek moet worden opgestart. Het mini-onderzoek vormt een uitzondering op het beginsel dat het opsporingsonderzoek geen enkele dwangmaatregel of schending van individuele rechten en vrijheden mag inhouden.
Na de uitvoering van de dwangmaatregel heeft de onderzoeksrechter twee keuzes: hij kan ofwel het dossier terugzenden naar de Procureur des Konings, ofwel het dossier evoceren (naar zich toe trekken). Indien hij evoceert, wordt het een gerechtelijk onderzoek, waarna de raadkamer zich erover zal uitspreken. Doet hij dit niet, blijft het een opsporingsonderzoek.

## Toepassingsgebied
Het mini-onderzoek geldt voor een beperkt aantal maatregelen:
- de lijkschouwing
- het onderzoek aan het lichaam
- het opsporen van telefonische gegevens
- het aanstellen van een gerechtsdeskundige, die de eed zal moeten afleggen.

Het mini-onderzoek geldt niet voor de volgende dwangmaatregelen (artikel 28septies van het Wetboek van Strafvordering):
- de voorlopige hechtenis
- de huiszoeking
- de telefoontap
- het verhoor van volledig anonieme getuigen
- de observatie met gebruik van technische middelen om inzicht te verwerven in een woning
- de inkijkoperatie.

Het Grondwettelijk Hof heeft op 21 december 2017 echter het mini-onderzoek teneinde een huiszoeking te verrichten in strijd geacht met het gelijkheidsbeginsel (artikel 10-11 Grondwet), de onschendbaarheid van de woning (artikel 15 Grondwet) en het recht op eerbiediging van het privéleven (artikel 22 Grondwet) en de desbetreffende bepaling aldus vernietigd. Het hof overwoog dat "door de huiszoeking, in de huidige stand van de regelgeving inzake de strafrechtspleging, onder het toepassingsgebied van het mini-onderzoek te brengen, zonder te voorzien in bijkomende waarborgen ter bescherming van de rechten van verdediging, [...] de bestreden bepaling op discriminerende wijze afbreuk [doet] aan het recht op eerbiediging van het privéleven en aan het recht op de onschendbaarheid van de woning."